# 延信王
延信王（のぶざねおう、生没年不詳）は、平安時代中期の皇族・貴族。花山天皇の孫。弾正尹・清仁親王の子。白川伯王家の祖。官位は従四位上・神祇伯。

## 経歴
後一条朝の万寿2年（1025年）正月に二世王の蔭位により従四位下に直叙され、同年12月に父・清仁親王の奏請により源朝臣姓を与えられて臣籍降下している。正月の叙位に関して、「安和御後」つまり冷泉天皇の皇孫として叙位を受けていることから、源朝臣賜姓も「安和御後」としてのものと想定されるとして、延信を花山源氏ではなく冷泉源氏とする見方がある。翌万寿3年（1026年）侍従に任官する。
その後、従四位上・弾正大弼に叙任され、後冷泉朝初頭の寛徳3年（1045年）神祇伯に任ぜられた。
子息の康資王も神祇伯の官職を継承する。古来より、神祇伯は中臣氏の氏人が務める例が多かったが、平安時代末期の永万元年（1165年）延信の曾孫・顕広王が任ぜられて以降、この家系が世襲するようになった。そこで、この家系を伯家（白川伯王家）と呼ぶようになり、延信王はその祖と仰がれた。

## 官歴
- 万寿2年（1025年） 正月6日：従四位下（安和御後）[3]。12月29日：臣籍降下（源朝臣）[4]
- 万寿3年（1026年） 4月27日：侍従[4]
- 時期不詳：従四位上。弾正大弼[5]
- 寛徳3年（1045年） 2月：神祇伯[4]

## 系譜
『尊卑分脈』による。
- 父：清仁親王
- 母：源頼房の娘
- 妻：四条宮筑前（高階成順（乗蓮）の娘） - のち藤原基房室
  - 男子：康資王（1041?[1]-1090）